# Samuel Lattès
Samuel Lattès (* 21. Februar 1873 in Nizza; † 5. Juli 1918) war ein französischer Mathematiker.
Lattès studierte von 1892 bis 1895 an der École Normale Superieure. Danach war er Lehrer in Algier, Dijon und Nizza. Nach seiner Promotion in Paris im Jahre 1906 war er zunächst ab 1908 in Montpellier, danach in Besançon, bevor er 1911 schließlich Professor an der Universität in Toulouse wurde. Er starb 1918 an Typhus.
Heute ist Lattès vor allem für seine Arbeiten zur Komplexen Dynamik bekannt, insbesondere für Beispiele rationaler Funktionen, deren Juliamenge die gesamte Riemannsche Zahlenkugel ist. Heute bezeichnet man diese auch als Lattès-Abbildungen oder Lattès-Beispiele.